# 沃季采

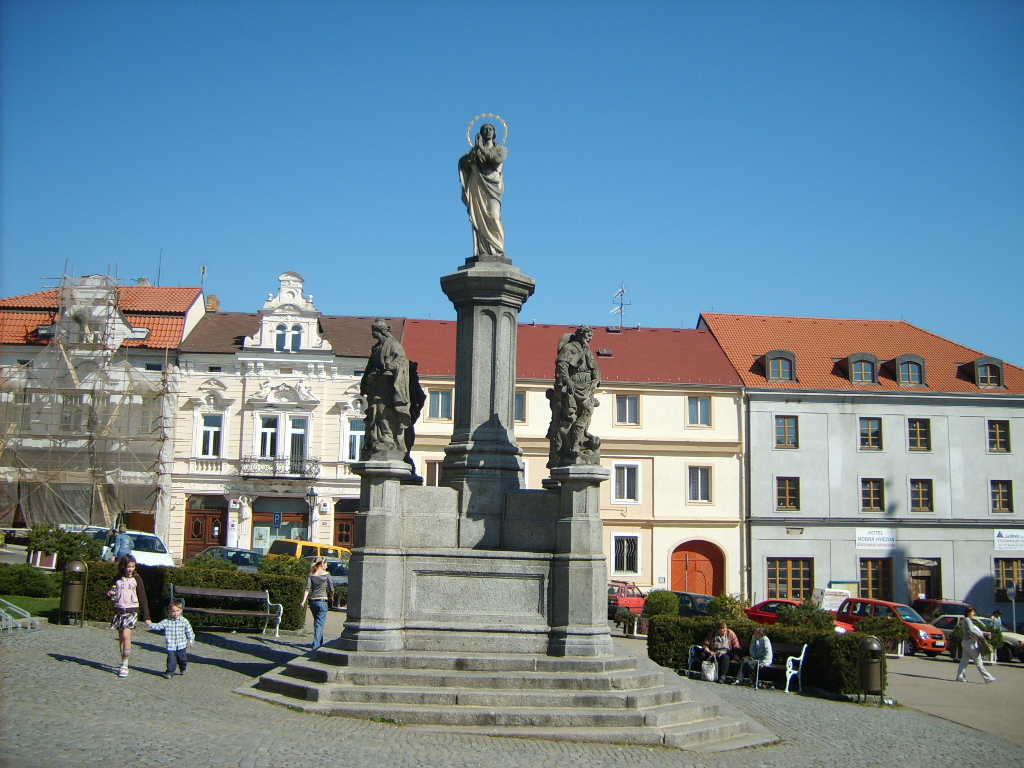

沃季采是捷克的城鎮，位於該國中部，距離塞德爾恰尼15公里，由中波希米亞州負責管轄，始建於1150年左右，面積36.4平方公里，海拔高度483米，2011年人口4,562。
49°39′N 14°39′E / 49.650°N 14.650°E